# Казола-Вальсеніо
Казола-Вальсеніо (італ. Casola Valsenio) — муніципалітет в Італії, у регіоні Емілія-Романья,  провінція Равенна.
Казола-Вальсеніо розташована на відстані близько 270 км на північ від Рима, 38 км на південний схід від Болоньї, 55 км на південний захід від Равенни.
Населення — 2671 особа (2014).

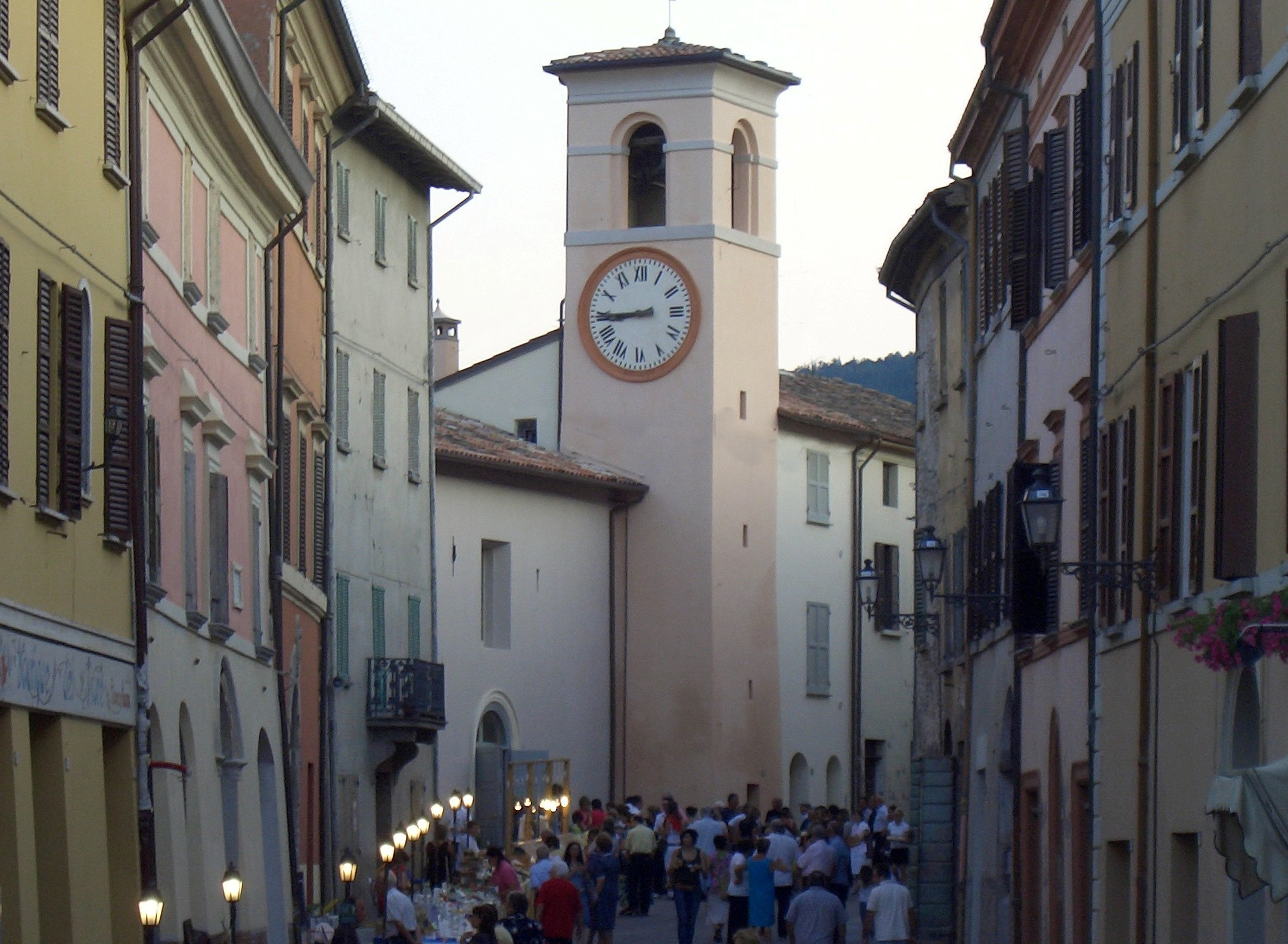
Via G. Matteotti e la Torre dell'Orologio

Щорічний фестиваль відбувається 13 грудня. Покровитель — Santa Lucia da Siracusa.

## Демографія
Населення за роками:

Станом на 1 січня 2023 року в муніципалітеті офіційно проживало 256 іноземців з 35 країн, серед них 50 громадян країн Євросоюзу та 9 громадян України.

## Сусідні муніципалітети
- Борго-Тоссіньяно
- Бризігелла
- Кастель-дель-Ріо
- Фонтанеліче
- Палаццуоло-суль-Сеніо
- Ріоло-Терме